# Borowo (Środa Wielkopolska)
Pour les articles homonymes, voir Borowo.
Borowo (prononciation : [bɔˈrɔvɔ]) est un village polonais de la gmina de Krzykosy dans le powiat de Środa Wielkopolska de la voïvodie de Grande-Pologne dans le centre-ouest de la Pologne.
Il se situe à environ 7 kilomètres au nord-ouest de Krzykosy (siège de la gmina), à 11 kilomètres au sud de Środa Wielkopolska (siège du powiat) et à 39 kilomètres au sud-est de Poznań (capitale régionale).

## Histoire
De 1975 à 1998, le village faisait partie du territoire de la voïvodie de Poznań.

Depuis 1999, Borowo est situé dans la voïvodie de Grande-Pologne.
Le village possède une population de 30 habitants en 2006.